# Pongŭn sa
Pongŭn sa (봉은사 Klasztor Dobrego Szczęścia) – koreański klasztor w stolicy kraju - Seulu.

## Historia klasztoru
Założycielem klasztoru był Narodowy Nauczyciel Yŏnhoe w roku 794. Początkowo nosił on nazwę Kyongsŏng sa. W roku 1495 został odnowiony i wtedy zmieniono jego nazwę na Pongŭn sa. Znajduje się na zboczu u stóp góry Sudo. Dziś jest to część miasta Seul
Właściwie przez cały okres panowania dynastii Chosŏn (1394-1910) buddyzm był tępiony przez konfucjańskie państwo. Krótka chwila, kiedy prześladowania zelżały, to okres panowania króla Myongjonga (pan. 1545-1567). Ponieważ początkowo był zbyt młody aby panować, jego matka, królowa Munjŏng, została regentką. Była oddaną buddystką i próbowała ochronić buddyzm i mnichów. Aktywnie zaangażowała się w działania aby spowodować renesans buddyzmu. Wyznaczyła mistrza sŏn Hŏŭnga Powu (1509–1566) do ożywienia i zreformowania sanghi buddyjskiej. W roku 1548 został opatem klasztoru Pongŭn, który tym samym stał się główną świątynią w Korei. Przez okres około piętnastu lat nastąpił krótki renesans studiów buddyjskich, co pozwoliło na przekazy Dharmy dla nowych pokoleń uczniów. W latach 1552–1564 klasztor prowadził nawet egzaminy dla mnichów. Kiedy królowa-matka zmarła w roku 1565, natychmiast powrócono do tępienia buddyzmu. Mistrz Powu został aresztowany i zmuszony do rezygnacji z funkcji opata klasztoru. Został zesłany na wyspę Cheju-do i tam zamordowany w 1566 r. Przed śmiercią napisał wiersz:
| Nadeszło jak zjawa; Szaleństwo przez pięćdziesiąt lat Chwała i hańba spełnione; Teraz maska jest zdjęta. |

W 1902 r. klasztor stał się jednym z 14 wiodących klasztorów w Korei opanowanej przez Japończyków. Zarządzał 80 innymi klasztorami wokół Seulu. W 1922 i 1929 r. główny mnich Ch'ŏngho uratował ponad 700 osób od utonięcia w rzece Han.
W 1939 r. pożar zniszczył część budynków. Dalszych zniszczeń dokonano w czasie wojny koreańskiej. Ocalało zaledwie kilka budynków, w tym budynek, w którym przechowywano drewniane bloki z Sutrą Avatamsaki.
Obecnie jest to duży klasztor, w którym jednak ciągle trwają prace remontowe.

## Adres klasztoru
- 73 Samseong 1(il)-dong (531 Bongeunsa-ro), Gangnam-gu, Seoul, South Korea

## Galeria

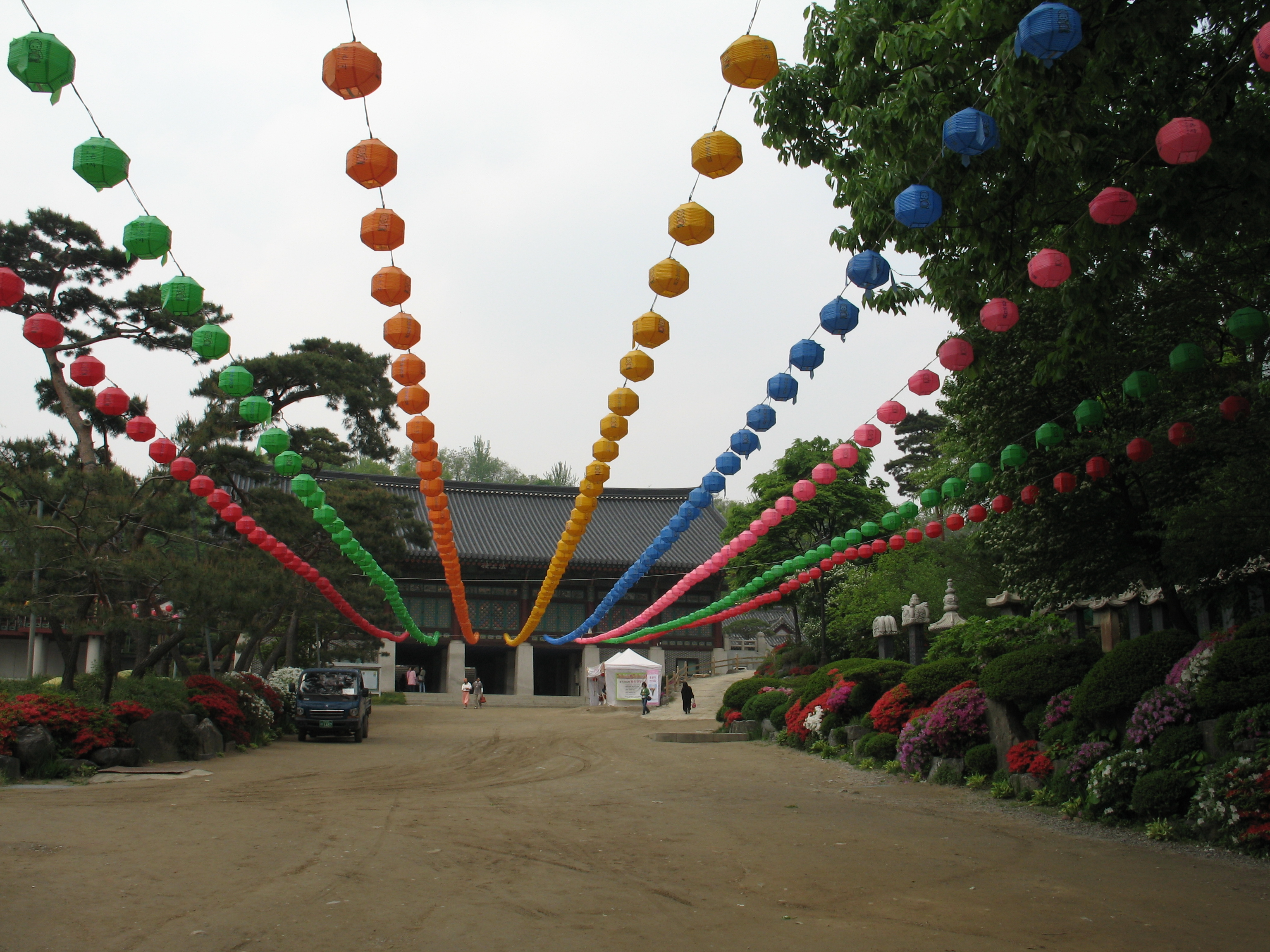
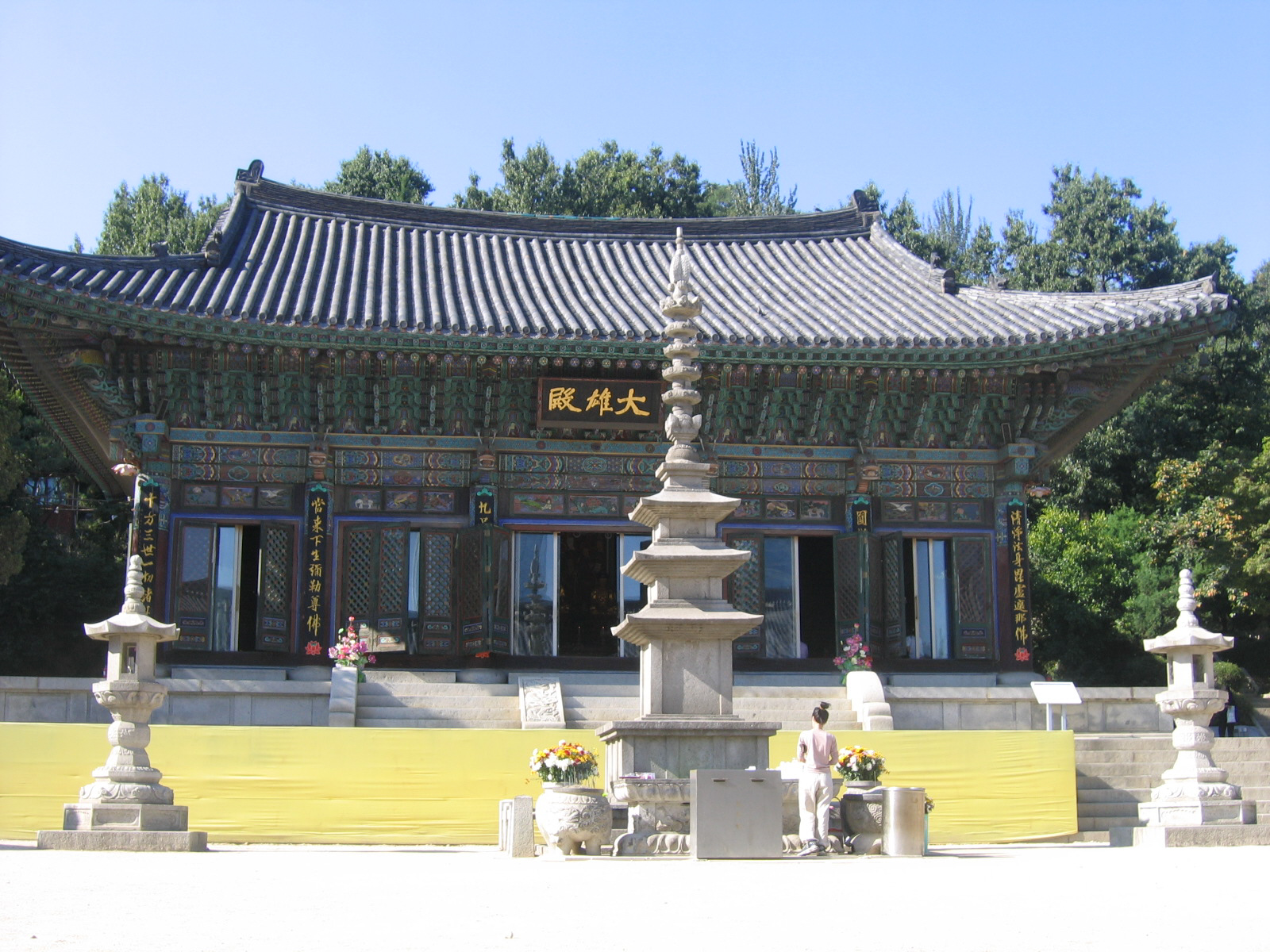
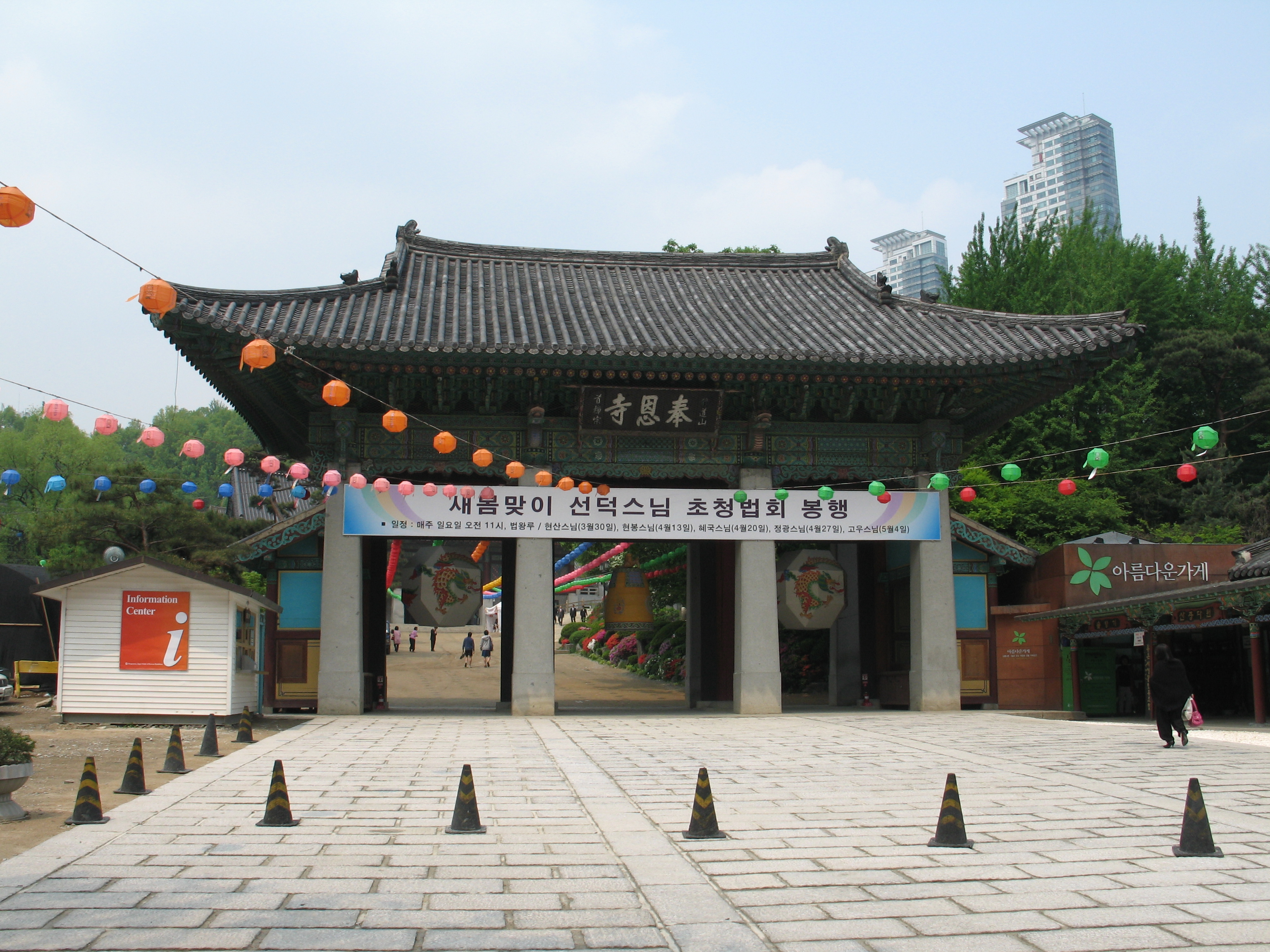
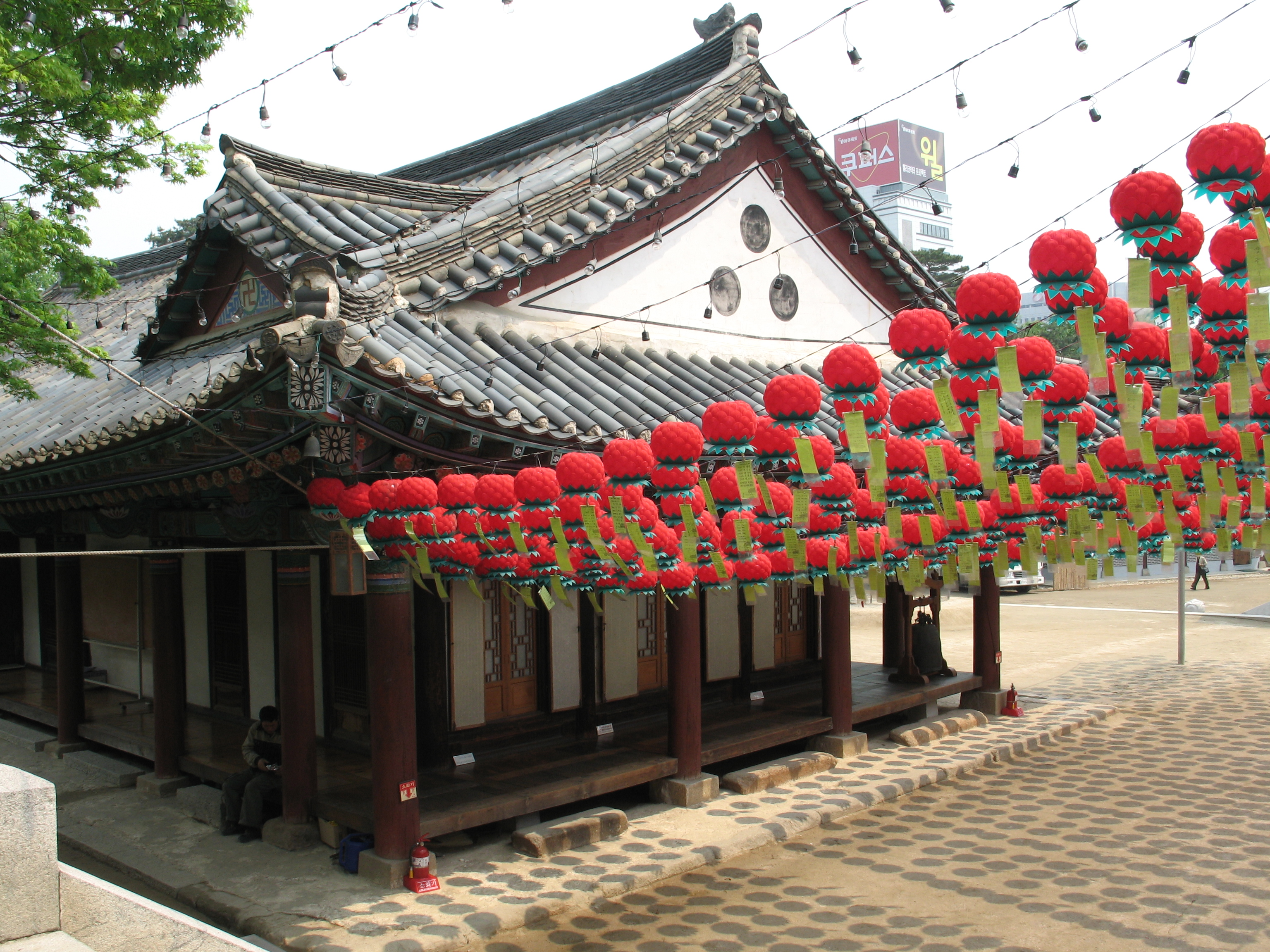
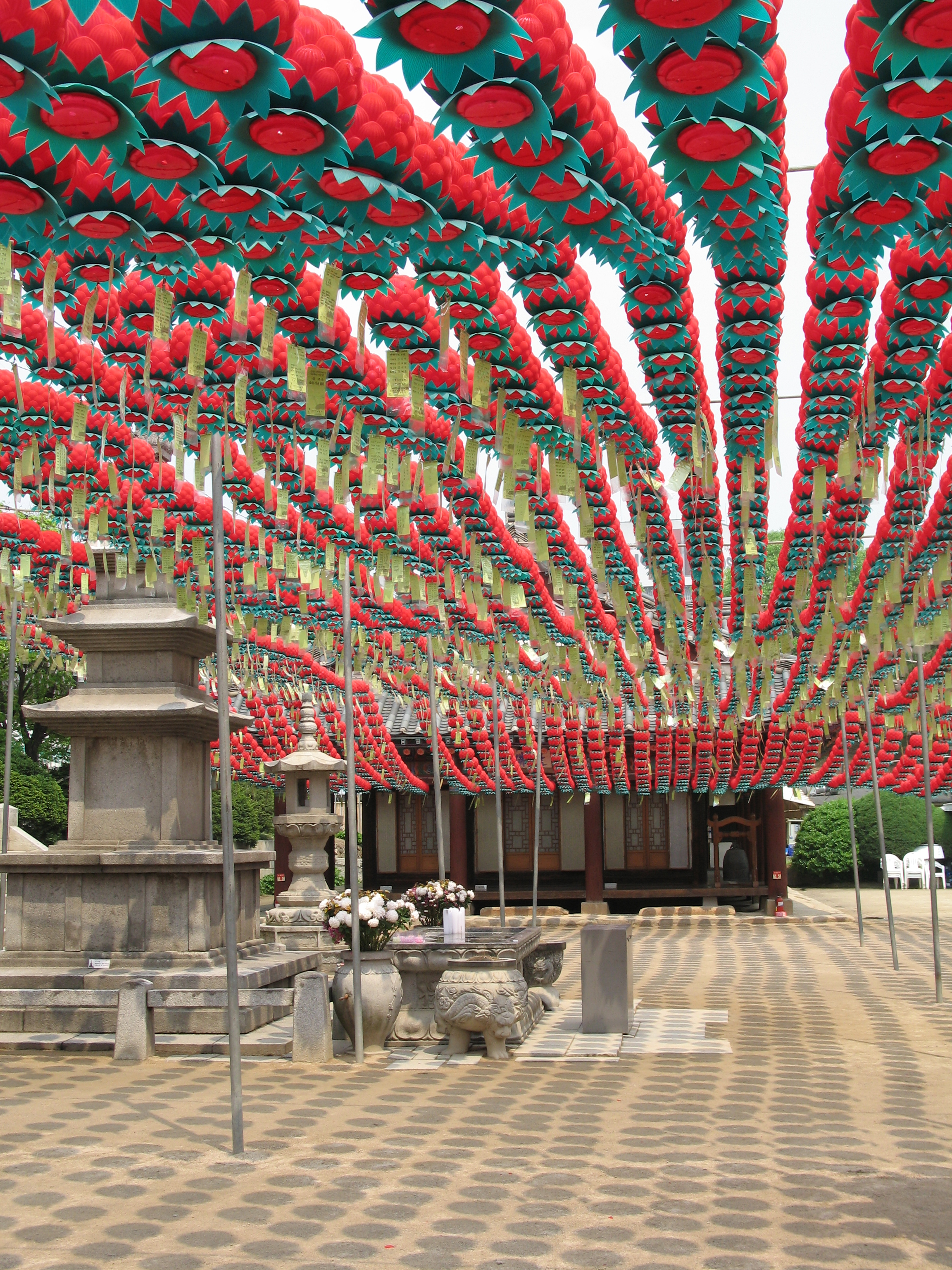
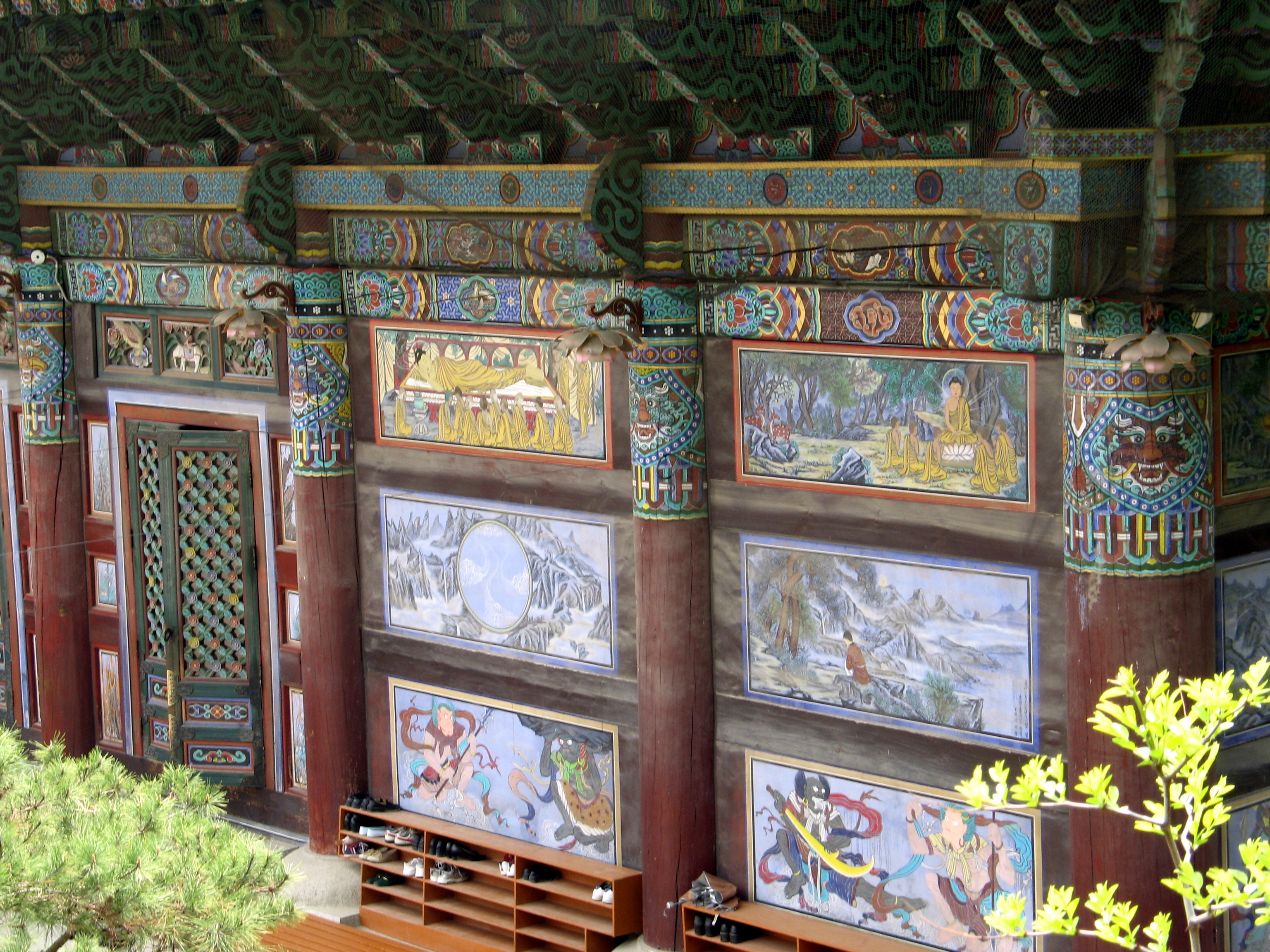
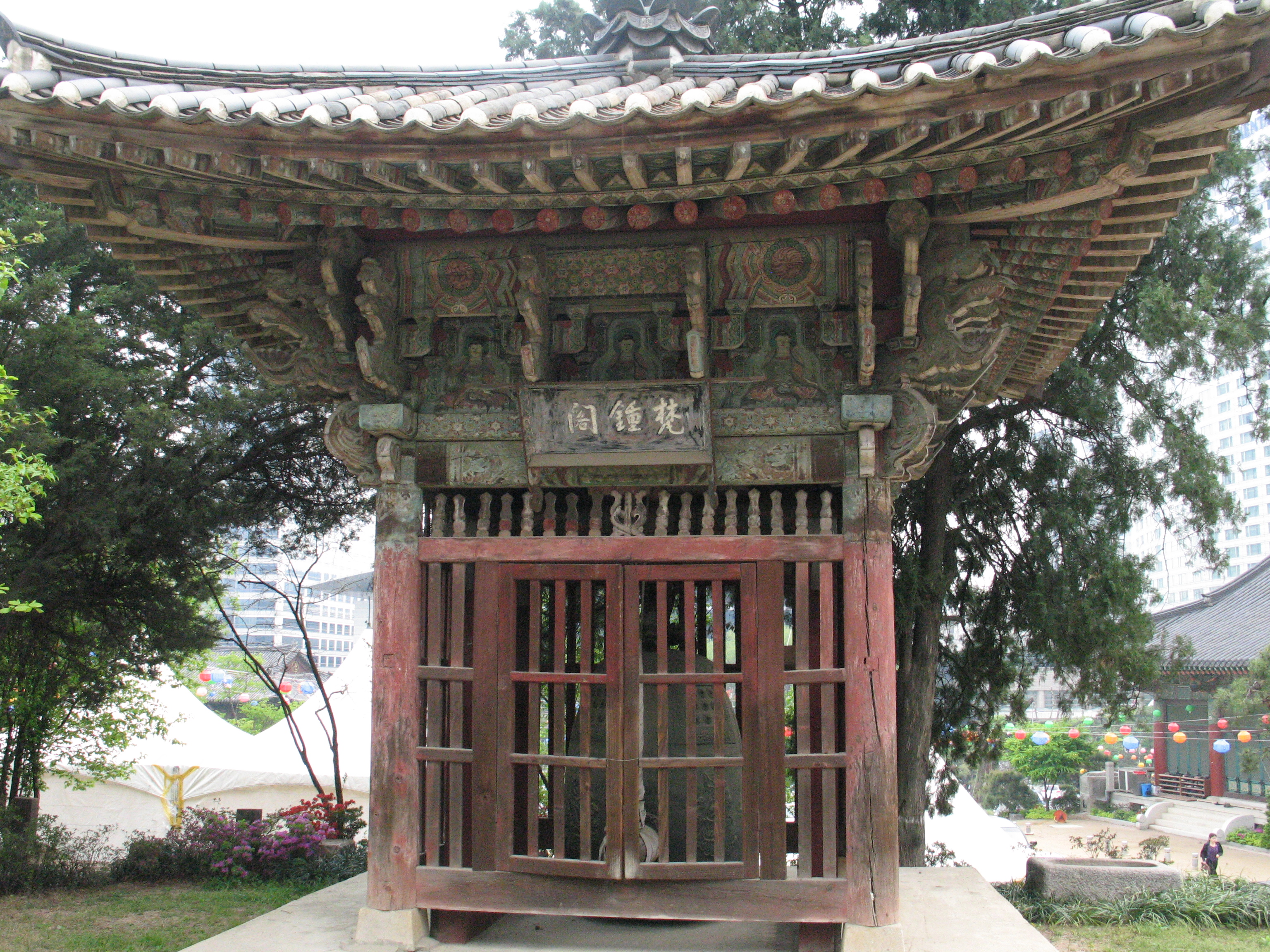
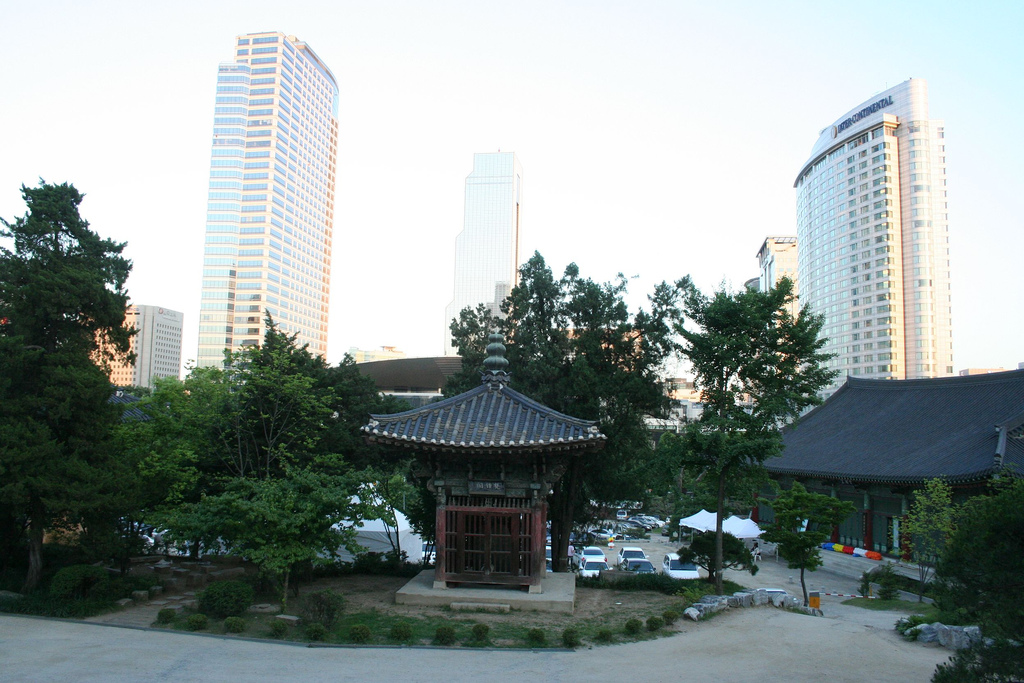
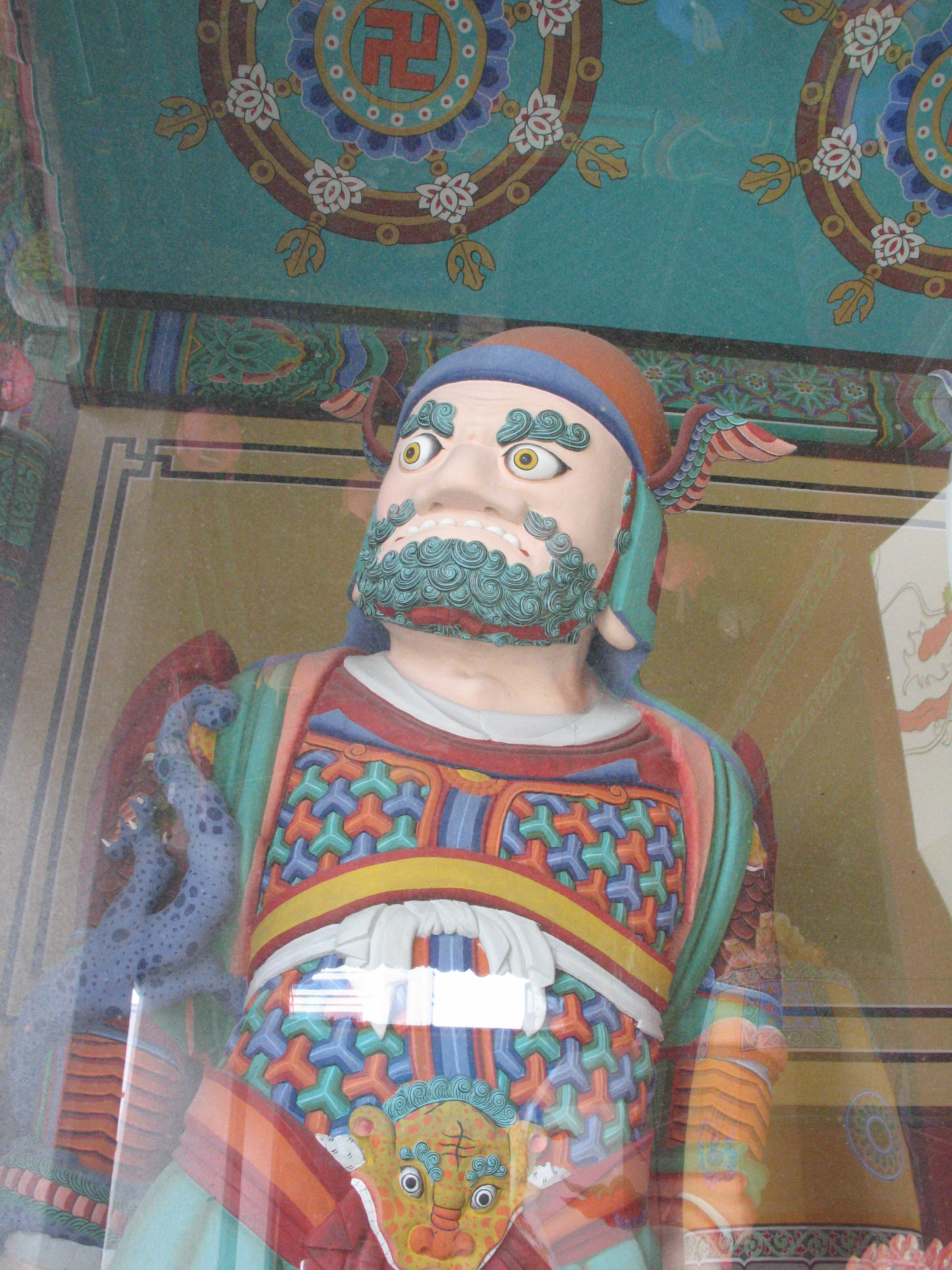
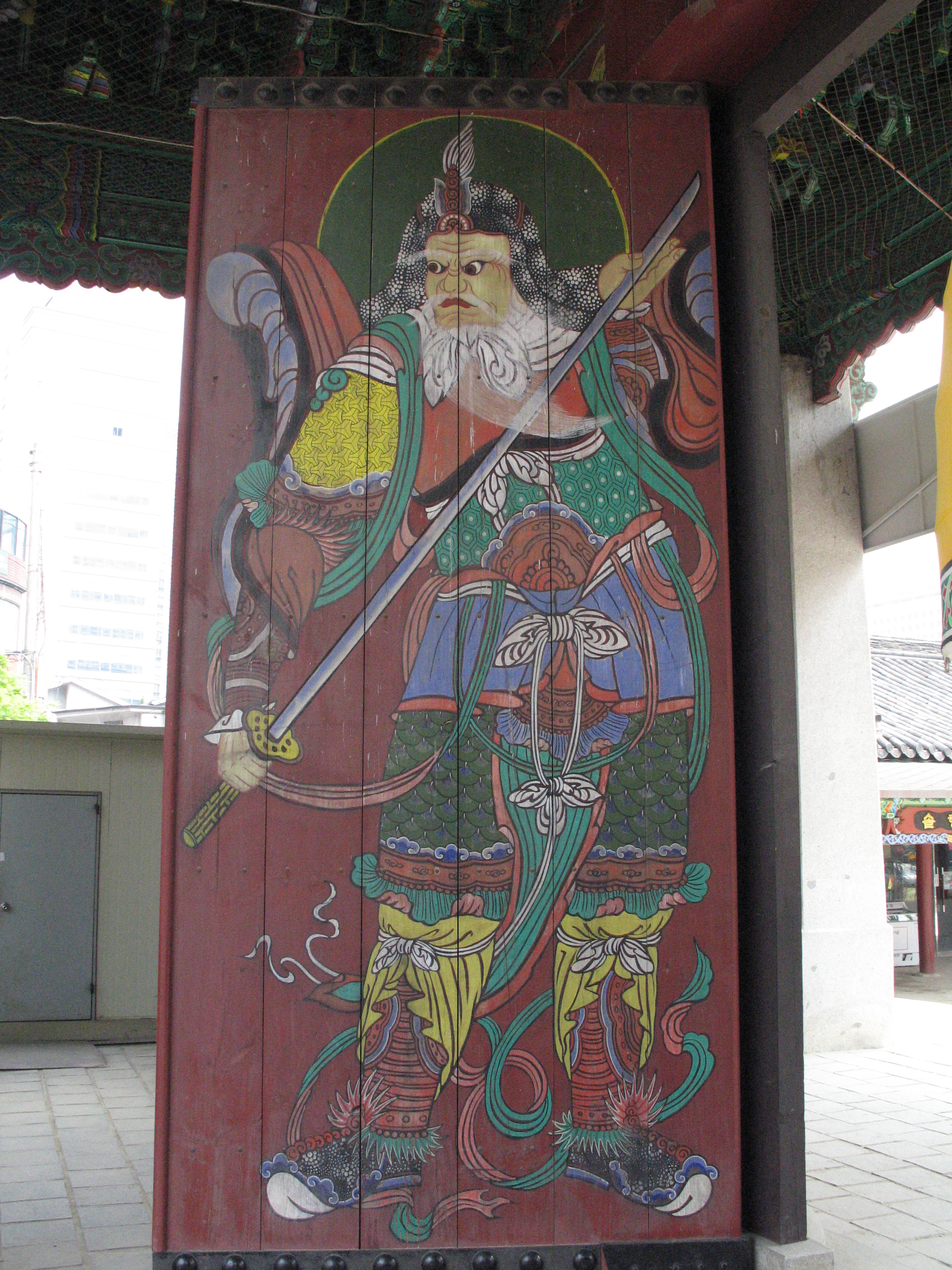
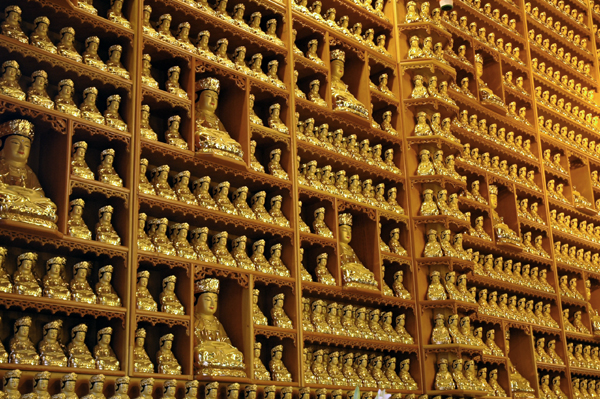
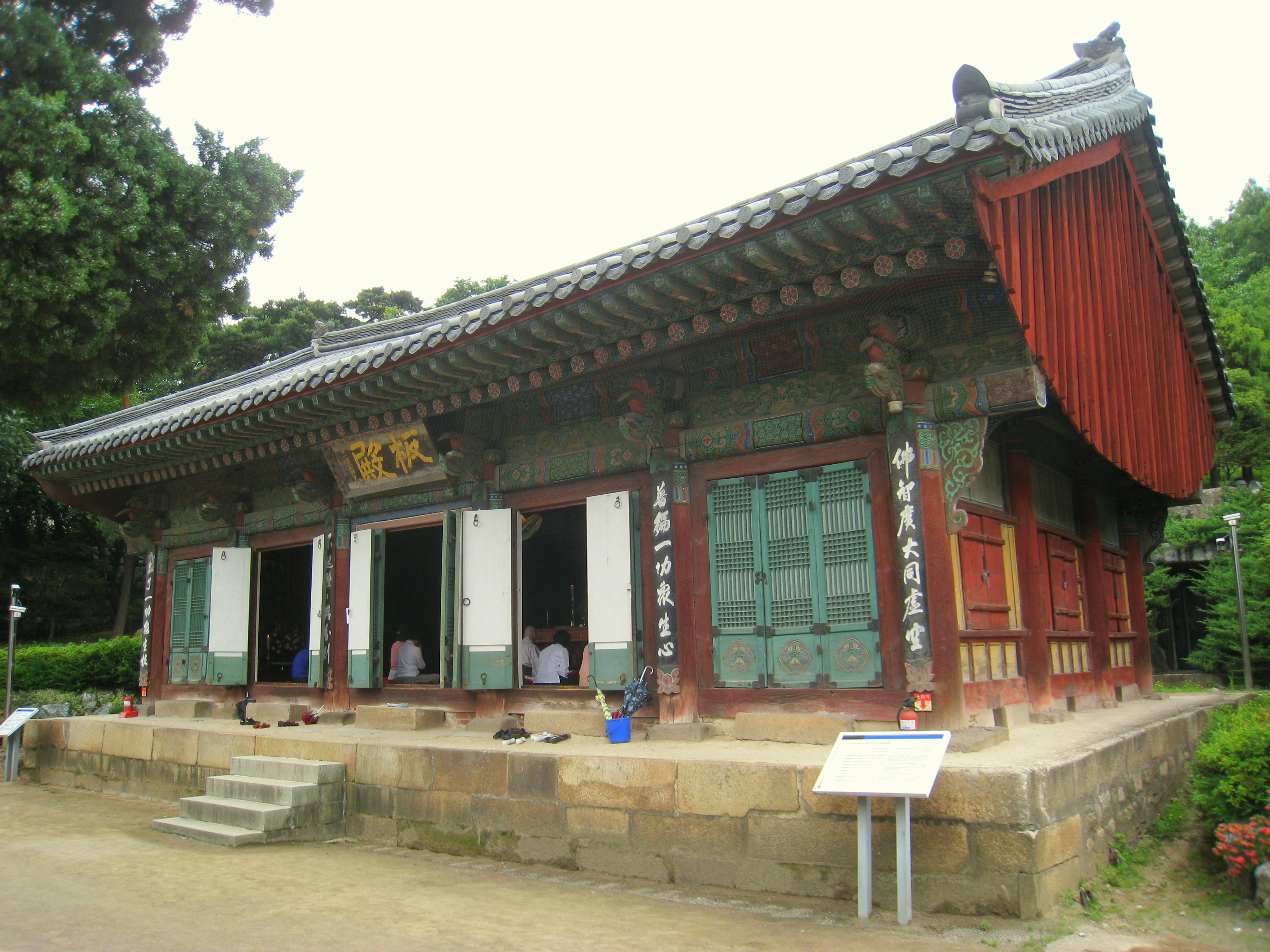
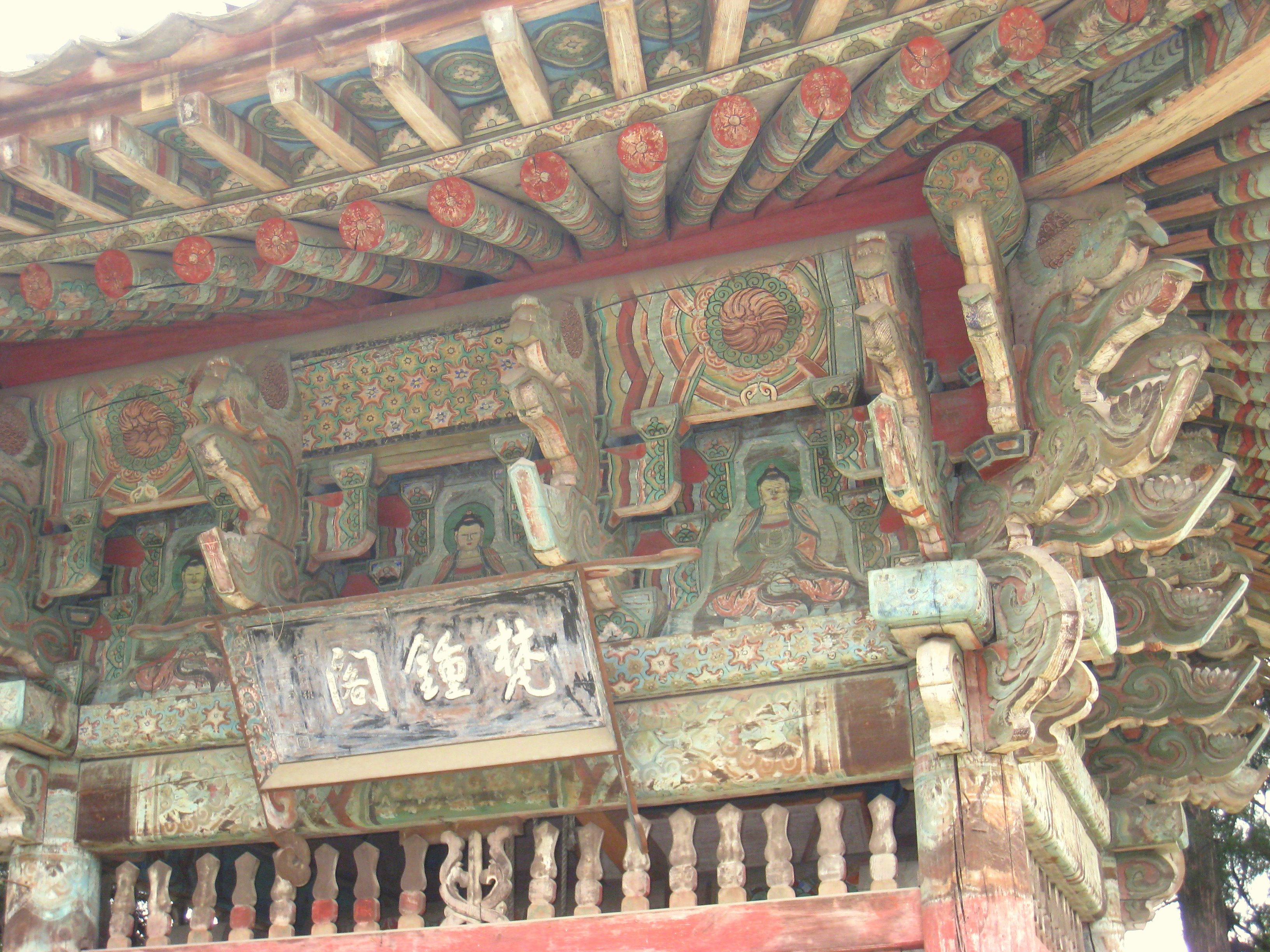
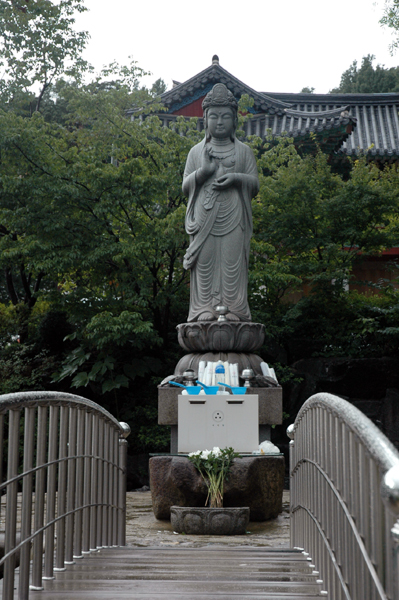
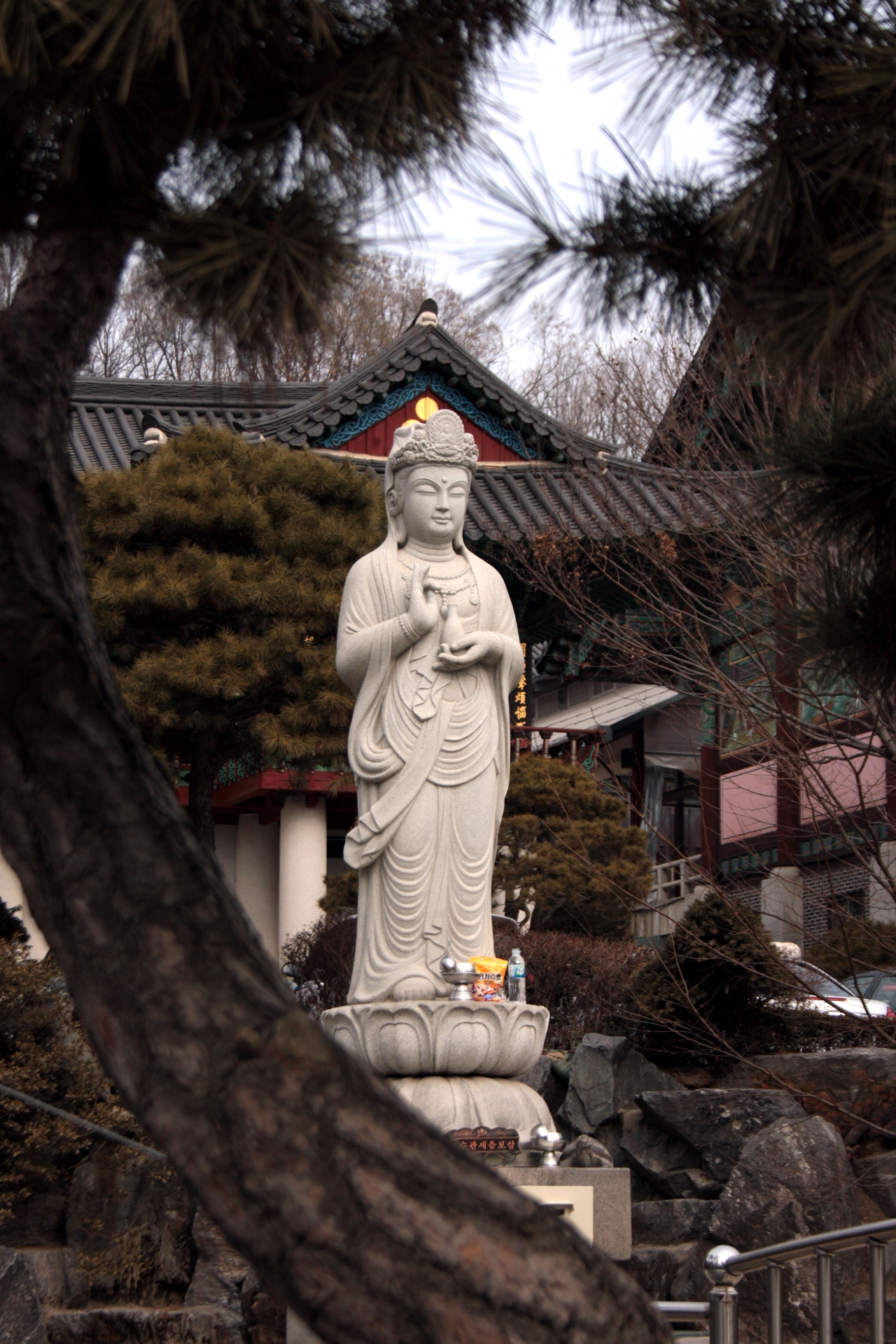
Haesu Kwanseŭm bosal
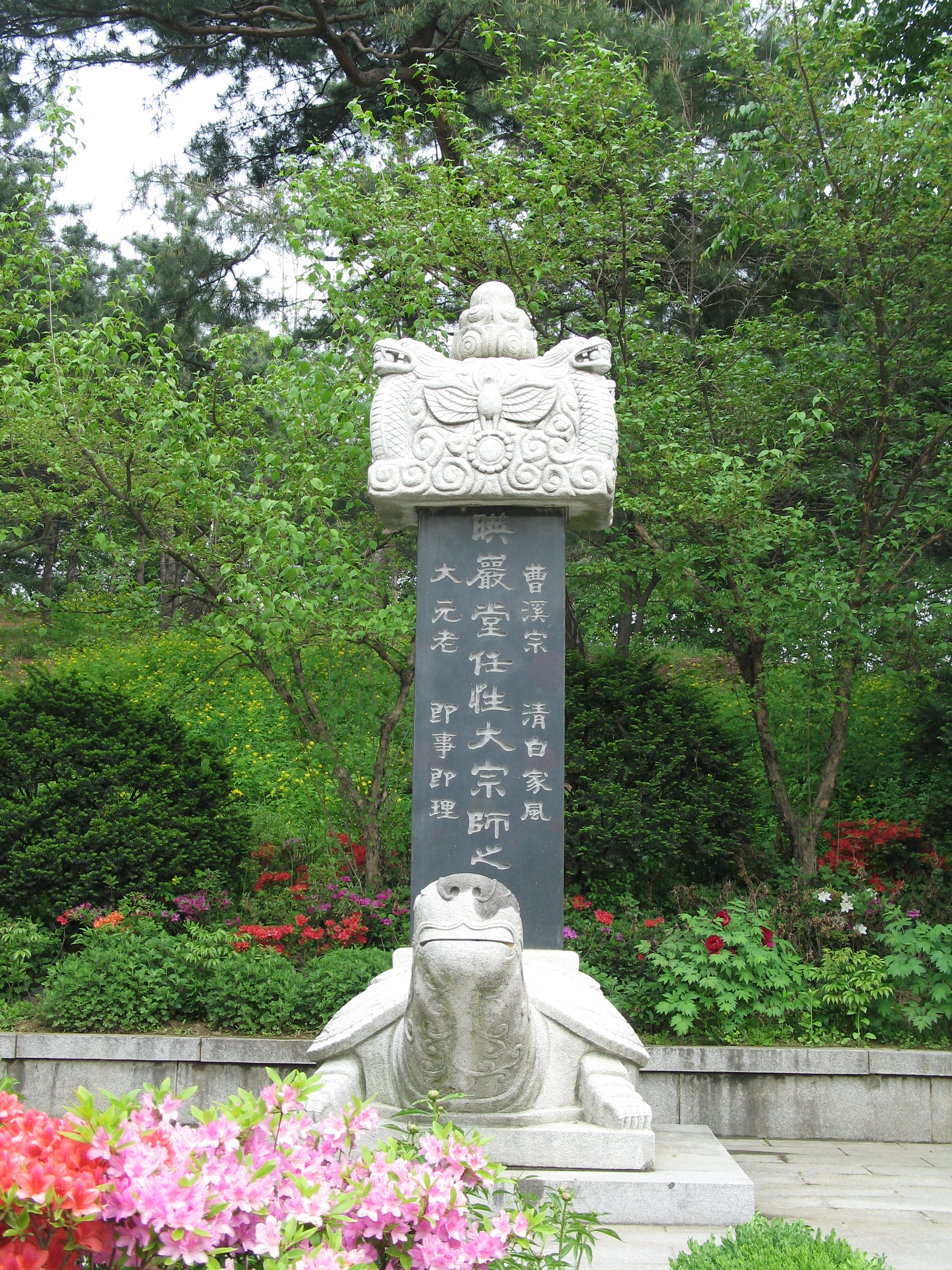
Stela
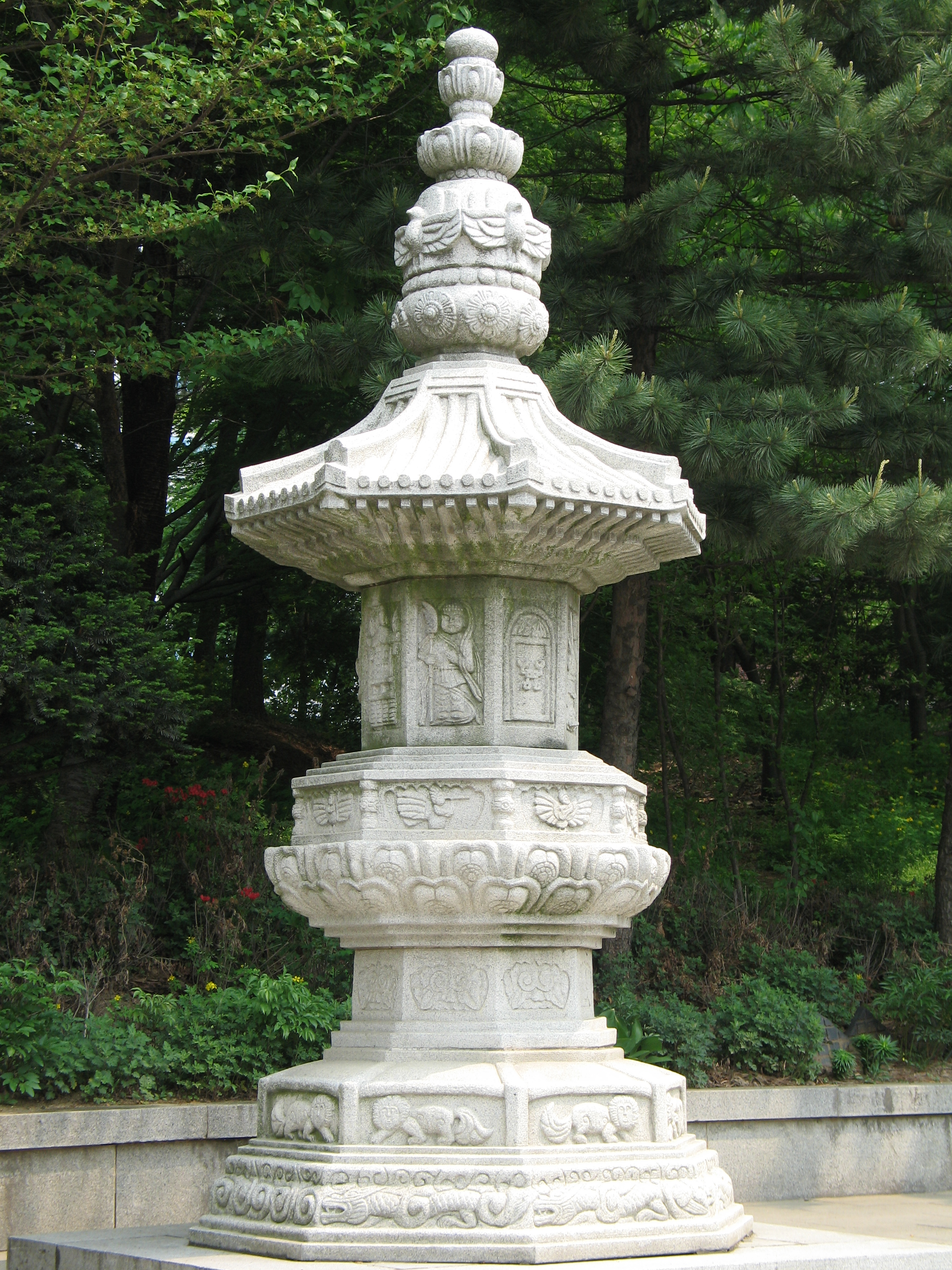
Stupa
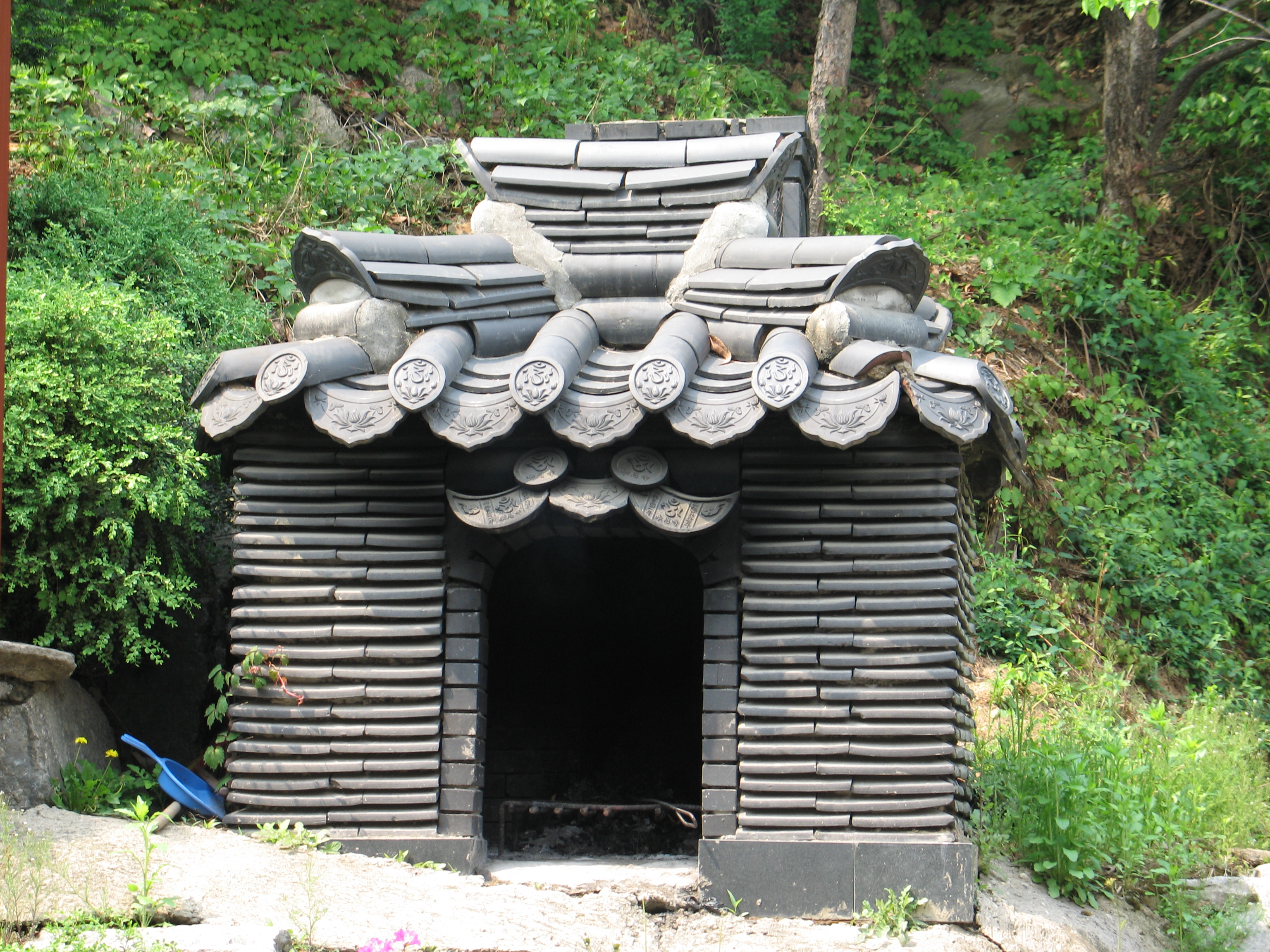
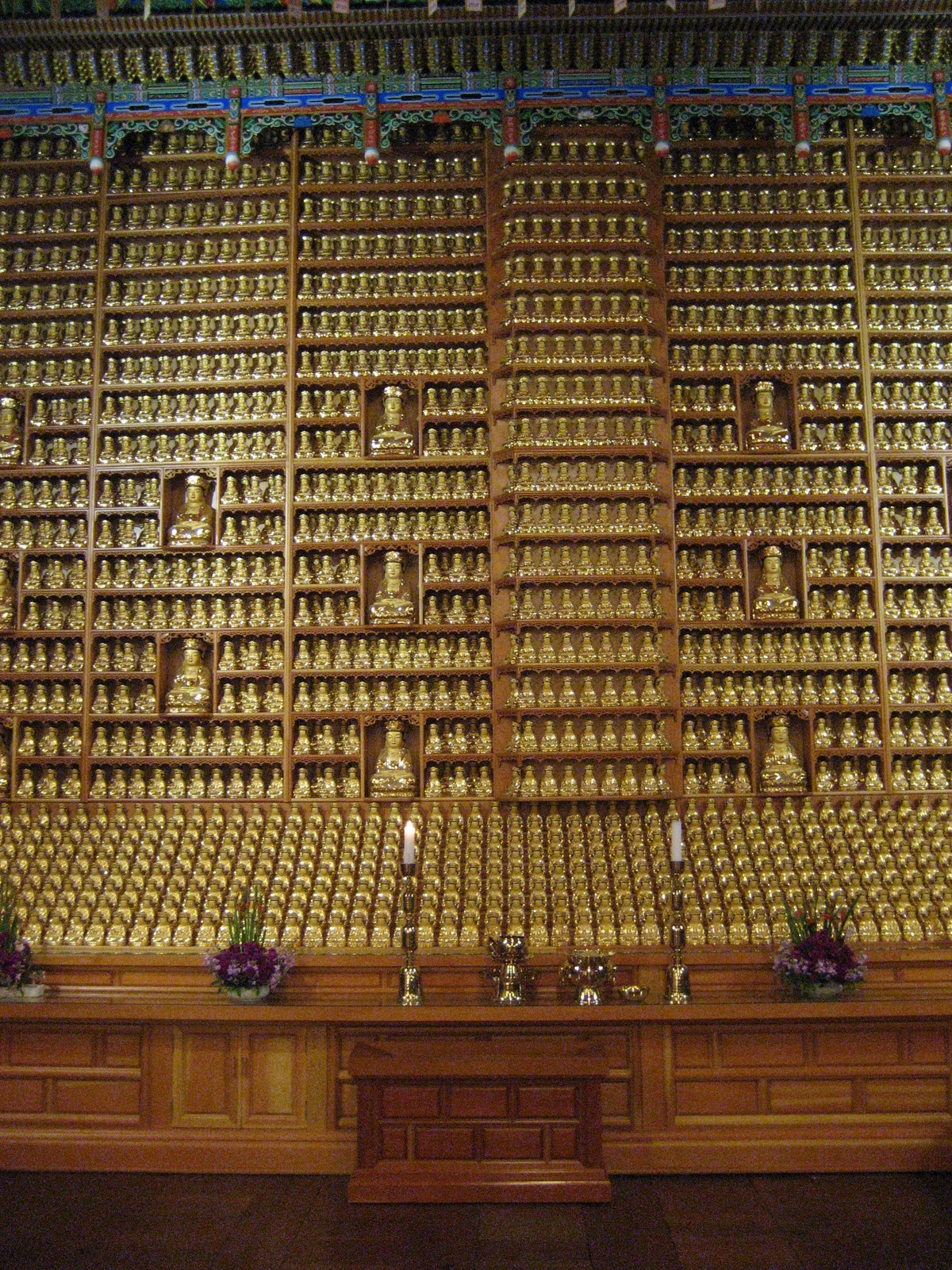
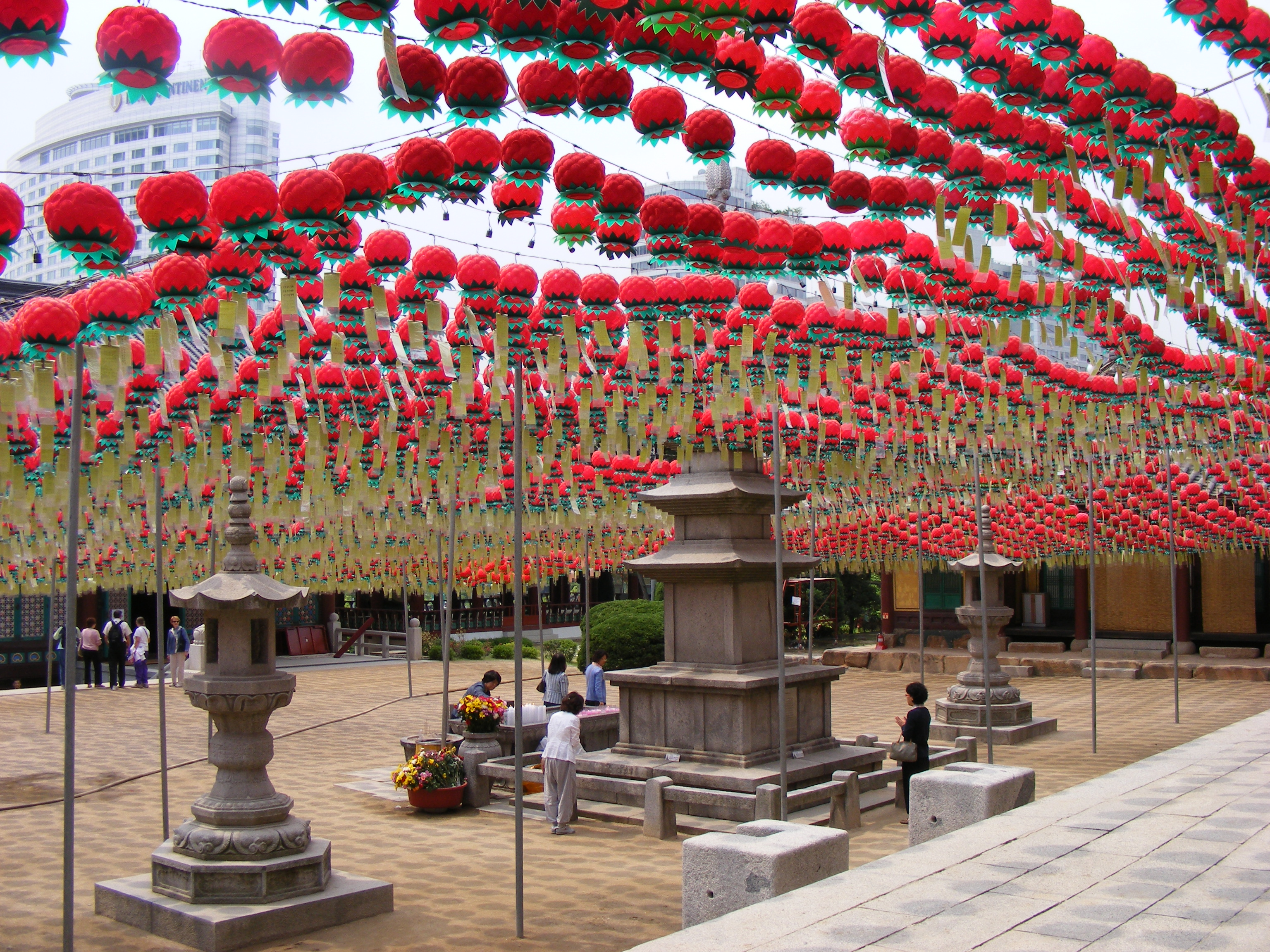